# Kabupaten Ngawi
Kabupaten Ngawi är ett kabupaten i Indonesien.   Det ligger i provinsen Jawa Timur, i den västra delen av landet, 500 km öster om huvudstaden Jakarta. Antalet invånare är 817 765.